# Mozarts Briefe
Wolfgang Amadé Mozart war zeit seines Lebens ein sehr produktiver Briefeschreiber. Er schrieb zahlreiche Briefe an Freunde, Bekannte, Vorgesetzte, vor allem aber an seine Familie. Als sein häufigster Briefpartner gilt sein Vater Leopold Mozart. Mozarts Briefe gehören zu seinen wichtigsten außermusikalischen Hinterlassenschaften, da sie seine Reisen, Projekte, Beziehungen, Lebenseinstellung und musikalischen Werke dokumentieren. Die Briefe sind heute Grundlagen verschiedener Mozart-Biographien und Abhandlungen.

## Erste Postskripta
Zwischen seinem dreizehnten und sechzehnten Lebensjahr schrieb Mozart vorwiegend Postskripta. Auf einer Reise, die er mit seinem Vater durch Italien unternahm, fügte er einigen Briefen seines Vaters an die zurückgelassene Frau und Tochter Postskripta an, die an seine Schwester Maria Anna (meist Nannerl genannt) adressiert waren. Er berichtete meist auf Italienisch, Deutsch, manchmal in einer Kombination aus beidem oder aus mehreren Sprachen. Die Briefe sind von erzählerischem Charakter und übermitteln Mozarts Reisebilder. Als eines der ersten Postskripta an seine Schwester gilt folgender Brief (frei aus dem Italienischen übersetzt):

„Wörgl, den 14. Dezember 1769
Carissima sorella mia. Wir sind Gott Lob und Dank glücklich in Wörgl angelangt und wenn du die Wahrheit hören willst, ich sage sie dir: Die Reise war angenehm, es war mir überhaupt nicht kalt und in unserer Kutsche ist es so warm wie in einem Zimmer. Was macht dein Halsweh? […] Wenn du den Herrn von Schiedenhofen siehst, so sag ihm, dass ich immer Tralaria, Tralaria singe, und sage ihm auch, dass er jetzt keine Zuckerln mehr in die Suppe zu werfen braucht, ich bin nicht mehr in Salzburg […] Jetzt hab ich Hunger und will essen. Halte dich gesund. Addio. Wolfgang Mozart“

Schon in diesen ersten Briefen zeigt sich Mozarts Neigung zur ausführlichen Darstellung. In einem anderen Postskriptum erzählte er Nannerl beispielsweise ausführlich über eine Oper, die er gerade gesehen hatte. Hierbei wechselte er mitten im Satz vom Italienischen ins Deutsche. Auf dieser oben erwähnten Reise entstanden mehrere an seine Schwester adressierte Briefe.

## Briefe als Jugendlicher
Etwa ab seinem 16. Lebensjahr schrieb Mozart immer häufiger auch längere Briefe. Aus Italien an seine Schwester oder seine Mutter Anna Maria Mozart. Im Alter von 18 Jahren vor allem an seinen Vater, von dem er nun getrennt war. Auch mit seiner Cousine, Maria Anna Thekla Mozart, betrieb er einen regen Briefwechsel.
In dieser Zeit zeichnete sich Mozarts Schreibstil zuweilen durch seine Affinität für Spielereien wie etwa spiegelverkehrtes Schreiben, ungewöhnliche Reime und vor allem Fäkalwörter aus. Dies illustriert auch folgender Brief an seine Cousine, „sein Bäsle“:

„Mannheim, den 5. November 1777
Allerliebstes bäsle häsle! Ich habe dero mir so werthes Schreiben richtig erhalten falten, und daraus ersehen drehen, dass der H: vetter retter, die fr: baaß has, und sie wie, recht wohl auf sind hind; wir sind auch gott lob und danck recht gesund hund. […]“

Mozart unterschrieb diesen Brief mit „Wolfgang Amadeus Rosenkranz“.
In Briefen an den Vater schreibt Mozart hingegen eher selten scherzhaft und dies nur auf gehobenem Niveau.
Die Bäsle-Briefe wurden lange Zeit nur bruchstückweise zitiert. Die Ansammlung von Schabernack, Anarchie, und derb-kräftigen Tönen ließ sich nicht mit der Gloriole des Genies und der zeitgenössischen prüden Moral vereinbaren. Später verfiel man in das andere Extrem und deutete die meisten Äußerungen Mozarts psychoanalytisch als Metaphern von Verdrängungen, Folge frühkindlicher Überforderung, oder narzisstischer Selbstbezogenheit. Die Frage, ob Mozarts Briefe koprographischer Ausdruck eines Tourette-Syndroms waren, wurde unter anderem von Rasmus Fog, Werner Felber, Kirsten Müller-Vahl und Oliver Sacks diskutiert.

## Briefe als Erwachsener
Im fortschreitenden Alter schrieb Mozart immer weniger an Brieffreunde, dafür umso mehr Briefe an seinen Vater. Der Briefverkehr mit seiner Cousine fand ein Ende. Mozart schrieb dafür häufig an seine Frau Constanze Mozart, besonders in den Zeiten der reisebedingten Trennungen. Mozart bezeichnet in einem Brief an seinen Vater den Tod als „besten und aufrichtigsten Freund der Menschheit“ und als „Schlüssel, der uns wahres Glück erschließt“.

„Ich lege mich niemals zum Schlafen nieder, ohne zu bedenken, dass ich den nächsten Tag vielleicht nicht mehr erleben werde, und doch könnte keiner meiner Bekannten sagen, dass ich im Umgang mit ihnen stur oder verdrießlich sei – und für diese Quelle des Glücks danke ich meinem Schöpfer jeden Tag und ich wünsche meinen Mitmenschen von ganzen Herzen dasselbe.“

## Letzter Brief
Mozart schrieb seinen letzten Brief am 14. Oktober 1791.

„Um 6 Uhr holte ich Salieri und die Sängerin Cavalieri mit dem Wagen ab und führte sie in die Loge […] Salieri hörte und sah der Opera mit aller Aufmerksamkeit zu und von der Sinfonie bis zum letzten Chor war kein Stück, welches ihnen nicht ein ‚Bravo!‘ oder ‚Bello!‘ entlockte. Und sie konnten fast nicht fertig werden, sich über diese Gefälligkeit bei mir zu bedanken […]“

Nur zwei Monate später starb Wolfgang Amadeus Mozart im Alter von 35 Jahren.

## Stil und Form
Mozarts zuweilen recht derbe Ausdrucksweise ist vermutlich teilweise auf den Sprachgebrauch seiner Mutter zurückzuführen. So schrieb sie etwa am 26. September 1777 an Mann und Tochter:

„Ich winsch ein guete nacht, scheiss ins beth das kracht, es ist schon über oas jetzt kanst selber reimen: sch…“

Mozarts Briefform war jedoch sehr korrekt, denn er vergaß nie Anschrift, Datum und Ort anzugeben. Seinen Vater bezeichnete er immer als „mon très cher père“ („mein sehr teurer Vater“), seine Frau als „Liebstes, bestes Weibchen“.
Im Umschlag eines Briefes, den die Internationale Stiftung Mozarteum in Salzburg 2020 ankaufte, findet sich auf der Innenseite ein umfangreiches Postskriptum von Mozart. Es ist in einer derben Sprache verfasst und beschreibt seine Vorstellung von einer Bölzlschießen-Zielscheibe.